# 道の駅こまつ木場潟
道の駅こまつ木場潟（みちのえき こまつきばがた）は、石川県小松市蓮代寺町にある国道8号の道の駅である。

## 施設
- 駐車場
  - 普通車：92台[5]
  - 大型車：9台[5]
  - 身障者用：2台[5]
- トイレ
  - 男：大 2器、小 5器
  - 女：4器
  - 身障者用：2器
- 直売所 旬彩市場 じのもんや（8:30 - 18:30、11月から3月は8:30 - 18:00）[5]
- レストラン 味処 四季彩（9:00 - 18:00、11月から3月は9:00 - 17:30）[5]
- 市民農園「ニコニコ農園」[3]

### 管理団体
- 設置者：小松市
- 指定管理者：小松市農業協同組合（JA小松市）[3]
  - 当駅には、JA小松市の農業応援大使を務めている小島よしおの等身大パネルが期間限定で設置された[6]。

## 休館日
- 年末年始（1月1日 - 1月3日）[5]
- 毎週水曜日（1月および2月のみ）[5]

## アクセス
- 国道8号（小松バイパス） - 登録路線

## 周辺
- 木場潟
  - 木場潟公園
- 粟津温泉
- 那谷寺
- 日本自動車博物館